# قاتل مادرزاد (فیلم ۱۹۶۷)
قاتل مادرزاد (انگلیسی: Born to Kill) یک فیلم وسترن اسپاگتی ایتالیایی به کارگردانی آنتونیو مولیکا است که در سال ۱۹۶۷ منتشر شد.

## گزیدهٔ بازیگران
- گوردون میچل
- فمی بنوسی
- توم فلگی
- آلفردو ریتسو